# Konrad Kotowski
Konrad Kotowski, vereinzelt auch Kotowsky (* 20. März 1940 in Berlin; † 4. November 2008 ebenda) war ein deutscher Kameramann und Dozent für Kameraführung.

## Leben
Konrad Kotowski wuchs in Leningrad, Berlin und Ulm auf. Sein Vater wurde als deutscher Funkspezialist bei Telefunken von den Russen nach 1945 mit der achtköpfigen Familie zwangsweise in die Sowjetunion umgesiedelt, um diesen beim Aufbau ihrer Funktechnik zu helfen.
Nach seinem Abitur in Ulm begeisterte sich Kotowski für die französische „Nouvelle Vague“. Er ging 1960 nach Paris, nahm am „Cours de Civilisation francaise“ teil und reichte seine Abschlussarbeit über einen Vergleich zwischen dem mittelalterlichen Mysterienspiel und dem Kino an der Universität Sorbonne ein. Danach studierte er Kamera von 1961 bis 1963 am Pariser Filminstitut IDHEC und hatte sein Studentenzimmer nur Minuten weit entfernt von der Cinemateque, die er regelmäßig besuchte und sich sein filmhistorisches Wissen aneignete. Berufliche Möglichkeiten in Frankreich zu bleiben und mit seinen Lieblingsregisseuren, allen voran Éric Rohmer, zusammenzuarbeiten, unterlagen damals noch aufwändigen Gesetzen für Ausländer. So wurde er Assistent von Alain Derobe beim deutschen Regisseur Peter Fleischmann und dessen Film Jagdszenen aus Niederbayern von 1969.
Mit Volker Schlöndorff drehte er Die Moral der Ruth Halbfass mit Senta Berger. Danach ging er als Dozent nach Kamerun und bildete dort den Kameranachwuchs aus, wie auch in Kuwait, Oman, später in Afghanistan, Montenegro, Serbien und später an deutschen Instituten, der dffb in Berlin, in Dortmund und in München. Mit Jürgen Karl Klauß realisierte er den ersten Spielfilm mit Martina Gedeck In der Kälte der Sonne, 1986.
Konrad Kotowski drehte in 40 Jahren über hundert Dokumentarfilme und Dokumentationen und zahlreiche Spielfilme. Er gewann 1983 den Kamerapreis für Domino von Thomas Brasch beim 36. Festival in Locarno. Er übernahm auch Arbeiten fürs Fernsehen und war viele Jahre Kameramann der Serie 1000 Meisterwerke. Zudem drehte er zahlreiche Industrie- und Werbefilmen, mit einer großen thematischen Bandbreite.
Von seinen ehemaligen Assistenten zählen Judith Kaufmann und Michael Wiesweg zu den erfolgreichen Kameraleuten in Deutschland.

## Filmographie
- 1964: Nachmittags, Regie: Eckardt Schmidt
- 1965: Die Flucht, Regie: Eckardt Schmidt
- 1969: Jagdszenen aus Niederbayern, Regie: Peter Fleischmann (nur Kameraassistenz)
- 1969: Happening in Weiß, Regie: Gunter Sachs
- 1970: Supertramp, Regie: Haro Senft
- 1970–1971: Terra Africa: Kamerun und Tschad
- 1971: Die Pfarrhauskomödie, Regie: Veit Relin
- 1971: Die Moral der Ruth Halbfass, Regie: Volker Schlöndorff
- 1974: Pashupatinath Abenddraga, Regie: August Rieger
- 1975: So oder so ist das Leben, Regie: Veit Relin
- 1979: Auf der Landstraße, Regie: M. Scieker
- 1978: Midnight Sounds, Regie: August Rieger
- 1979: Martina, Regie: Wilma Kottusch
- 1981: Witzleben, Regie: Hellmuth Costard
- 1982: Die Momskys oder Nie wieder Sauerkraut, Regie: Philipp Sonntag
- 1982: Domino, Regie: Thomas Brasch
- 1985: Abschied in Berlin, Regie: Antonio Skarmeta
- seit 1985: 1000 Meisterwerke
- 1985: Va banque, Regie: Diethardt Küster
- 1986: In der Kälte der Sonne, Regie: Jürgen Karl Klauß
- 1987: Shuar, Regie: Lisa Fässler
- 1988: Der Rosenhain, Regie: Jürgen Karl Klauß
- 1989: Letzte Beute, Regie: Lisa Fässler
- 1989: Stocker und Stein, Regie: Jürgen Karl Klauß (TV-Serie)
- 1990: L’Amitié, Regie: Jürgen Karl Klauß (TV-Serie)
- 1992: Motzki, Regie: Thomas Nennstiel (TV-Serie)
- 1995: Blauvogel, deutsch-kanadische Fernsehserie, Regie: Jeff Authors (TV-Serie)
- 1996: Zuba Meta, Regie: Reiner E. Moritz
- 1996: Pierre Soulage, Regie: R. Moritz
- 1998: Geiselfahrt ins Paradies, Regie: H-E. Viet
- 1998: Edvard Grieg, Regie: T. Olofsson (TV)
- 1999: Majestät brauchen Sonne, Regie: Peter Schamoni
- 2003: Die Stunde der Offiziere, Regie: H-E. Viet (TV)
- 2004: Musikfestival in Kuhmo, Regie: Reiner Moritz

## Auszeichnungen
- Kamerapreis 36. Filmfestival Locarno